# Смирнская митрополия
Сми́рнская митропо́лия (греч. Ιερά Μητρόπολη Σμύρνης, тур. İzmir Metropolitliği) — историческая епархия Константинопольской православной церкви с центром в современном Измире, в Турции.

## История
Одна из древнейших епархий, известная с I века, когда на неё был поставлен Поликарп Смирнский.
Между 451 и 457 годом возведена в ранг архиепископии и в IX веке — в ранг митрополии с тремя подчинёнными епископиями. В XII веке епископии были переподчинены Эфесской митрополии, но затем возвращены в состав Смирнской. К XIV веку в её составе не осталось уже ни одной епископии. В 1766 году была создана Мосхонисийская епископия, которая в 1922 году стала самостоятельной митрополией.
После резни в Смирне в 1922 году и уничтожения большей части греческого населения, включая правящего архиерея митрополита Хризостома (Калафатиса), епархия прекратила своё существование.
В середине 2010-х годов муниципальные власти восстановили несколько храмов в Измире, в частности храм в честь святого Вукола и храм святой Фотины, в которых периодически совершаются богослужения.
29 августа 2016 года Священный Синод Константинопольского патриархата впервые после 1922 года избрал архимандрита Варфоломея (Самараса) для рукоположения в сан митрополита Смирнского. 11 сентября того же года состоялась его хиротония, а 24 сентября — интронизация.

## Митрополиты
- Вукол, епископ Смирнский (ум. ок. 105)
- Поликарп Смирнский (ок. 110—156)
- Каллиник
- Прокопий (Пелекасис) (1770 — 29 июня 1785)
- Григорий (Ангелопулос) (1785—1797)
- Анфим (Хорианопулос) (11 мая 1797 — 20 октября 1821)
- Паисий (октябрь 1821 — июнь 1827)
- Иерофей (июнь 1827 — октябрь 1831)
- Хрисанф (июль 1833 — 1 апреля 1837)
- Серафим (Дросос) (октябрь 1831 — июль 1833)
- Паисий (1 апреля 1837 — марта 1840)
- Хрисанф (июнь — декабрь 1840)
- Афанасий (Хадзивасилиу) (январь 1841 — 27 декабря 1850)
- Анфим (Ликарис) (3 январь 1851 — нач. 1853)
- Паисий (Зафиров) (15 февраля 1853 — 15 ноября 1857)
- Хрисанф (15 ноября 1857 — 4 сентябри 1869)
- Мелетий (25 сентябри 1869 — 30 декабря 1883)
- Василий (Астериу) (22 декабря 1884 — 22 января 1910)
- Хризостом (Калафатис) (11 марта 1910 — 28 августа 1922)
- Варфоломей (Самарас) (c 11 сентября 2016 года)